# Łysa Góra (Natura 2000)
Łysa Góra (PLH180015) – projektowany specjalny obszar ochrony siedlisk, aktualnie obszar mający znaczenie dla Wspólnoty, położony w Beskidzie Dukielskim, obejmujący pasmo Grzywackiej Góry (567 m n.p.m.), Łysej Góry (641 m n.p.m.), Polany (651 m n.p.m.) i Danii (696 m n.p.m.). Tak ujęty obszar zajmuje powierzchnię 2743,79 ha. Znajduje się na terenie gmin Dukla, Krempna i Nowy Żmigród w województwie podkarpackim.
W obszarze występują następujące siedliska z załącznika I dyrektywy siedliskowej:
- żyzne buczyny Dentario glandulosae-Fagetum – ok. 40% obszaru
- grądy Tilio-Carpinetum
- jaworzyny: z języcznikiem zwyczajnym Phyllitido-Aceretum oraz z miesiącznicą trwałą Lunario-Aceretum
- łęgi: bagienna olszyna górska Caltho-Alnetum, nadrzeczna olszyna górska Alnetum incanae
- łąki świeże

Występują tu następujące gatunki z załącznika II:
- wilk Canis lupus
- ryś Lynx lynx
- niedźwiedź brunatny Ursus arctos
- brzana peloponeska Barbus peloponnesius
- głowacz białopłetwy Cottus gobio
- bóbr europejski Castor fiber
- wydra europejska Lutra lutra
- nadobnica alpejska Rosalia alpina
- modraszek telejus Phengaris teleius
- biegacz gruzełkowaty Carabus variolosus
- kumak górski Bombina variegata
- traszka grzebieniasta Triturus cristatus

Prawie całe terytorium obszaru leży w granicach Obszaru Chronionego Krajobrazu Beskidu Niskiego. Na terenie obszaru znajduje się enklawa Magurskiego Parku Narodowego oraz rezerwat przyrody Łysa Góra.